# Peperomia ripicola
Peperomia ripicola är en pepparväxtart som beskrevs av C. Dc. Peperomia ripicola ingår i släktet peperomior, och familjen pepparväxter. Inga underarter finns listade i Catalogue of Life.